# Dioșod
Dioșod (węg. Diósad) – wieś w Rumunii, w okręgu Sălaj, w gminie Hereclean. W 2011 roku liczyła 844 mieszkańców.